# Battle royale (gry komputerowe)
Battle royale, battle royal – tryb rozgrywki wieloosobowej w komputerowych grach akcji, w którym co najmniej kilku, a często kilkudziesięciu lub kilkuset graczy walczy (pojedynczo lub w niewielkich drużynach) pomiędzy sobą aż do momentu, gdy pozostanie jedna żywa postać albo drużyna. Rozgrywka prowadzona jest na mapie, na której porozrzucane jest uzbrojenie i inne przedmioty pomocne w przetrwaniu. Tempo rozgrywki jest stopniowo zwiększane poprzez zmniejszający się w losowy sposób teren, na którym mogą przebywać gracze. Postacie w tym trybie nie mogą odradzać się w trakcie meczu. Część źródeł uważa battle royale za odrębny gatunek gier komputerowych.

## Historia
Tryb ten zainspirowany jest japońską powieścią fantastycznonaukową z 1999 roku zatytułowaną Battle Royale oraz jej filmową adaptacją z 2000 roku. W 2013 roku, kiedy powstała modyfikacja DayZ do gry Arma 2, nastąpił wzrost popularności gier z gatunku survival. Jednak brak wyraźnego celu rozgrywki, znudzenie oraz frustracja wśród graczy, którzy dopiero zaczynali rozgrywkę, a więc nie posiadali ekwipunku, ani nie należeli do żadnej grupy graczy (klanu), spowodowała, że Brendan Greene, znany także pod pseudonimem „Playerunknown”, postanowił stworzyć modyfikację battle royal dla gry Arma 2, a następnie w 2015 roku także dla sequela – Arma 3. Silnik, na którym działały te strzelanki pierwszoosobowe oraz mechanika rozgrywki obecne w tych grach, nie pozwoliły autorowi modyfikacji na zaimplementowanie wszystkich elementów, które były obecne w jego wizji gry battle royal. Następnie Green rozpoczął pracę jako konsultant w Sony Online Entertainment (obecnie Daybreak Game Company) nad modyfikacją gry H1Z1. Na początku 2016 roku postanowiono podzielić produkcję na dwie niezależne gry: survival Just Survive i battle royal H1Z1. Ponieważ Greene nie miał pełnej kontroli nad projektem, postanowił odejść z pracy. Niedługo potem zaczął pracę w znanym głównie z gier MMO, południowokoreańskim studiu Bluehole, gdzie pracował jako reżyser i projektant gry PlayerUnknown’s Battlegrounds. Greene nazywany jest ojcem gatunku battle royal.
Z czasem pojawiły się inne produkcje battle royale, to jest: The Culling, Ark: Survival of the Fittest (jeden z trybów gry Ark: Survival Evolved) oraz modyfikacja dla gry Rust – Rust: Battle Royale. Tryb ten pojawił się także w grach Fortnite Battle Royale, Realm Royale (grze rozgrywającej się w tym samym uniwersum co Paladins), Call of Duty: Black Ops 4, Darwin Project, Counter-Strike: Global Offensive, Apex Legends oraz Grand Theft Auto Online, czyli wieloosobowym trybie Grand Theft Auto V.